# Spilophorus kolbei
Spilophorus kolbei är en skalbaggsart som beskrevs av Franz Antoine 2006. Spilophorus kolbei ingår i släktet Spilophorus och familjen Cetoniidae. Utöver nominatformen finns också underarten S. k. digennaroi.